# Juan Calichio
Juan Calichio (Buenos Aires, 5 giugno 1922 – ...) è stato un calciatore argentino, di ruolo attaccante.

## Carriera
Ha giocato nel campionato argentino, italiano e francese.